# Jaak Mae
Jaak Mae (Tapa, 25 februari 1972) is een Estse voormalige langlaufer. Hij is een generatiegenoot van Andrus Veerpalu en was evenals Veerpalu vooral sterk in de klassieke stijl. Hij debuteerde in de wereldbeker langlaufen in januari 1994.
In tegenstelling tot Veerpalu behaalde Mae geen grote internationale overwinningen. Hij won eenmaal een Olympische medaille: in 2002 in Salt Lake City won hij brons op de 15 kilometer. Hij stond ook eenmaal op het podium bij de wereldkampioenschappen langlaufen: in 2003 in Val di Fiemme werd hij tweede op de 15 km klassiek. Hij stond zevenmaal op het podium bij wedstrijden om de wereldbeker langlaufen; driemaal als tweede en viermaal als derde. Zijn hoogste plaats in de eindstand van de wereldbeker was zesde in het seizoen 2001-2002.
Mae beëindigde zijn internationale carrière in 2011. Daarna werd hij bestuurslid van de Estse langlaufbond en in 2013 werd hij secretaris-generaal ervan. Hij leidt sedert 2011 ook het organisatiecomité van de jaarlijkse wereldbekerwedstrijd in Otepää.